# Dienst Wim
De Dienst Wim was een Nederlands spionage/inlichtingen-netwerk van diverse verzetsgroepen en werkte als een losse organisatie. Het werd in 1942 opgezet vanuit België door student wis- en natuurkunde Gaston Vandermeerssche en door J.M.W.C. Iansen met hulp van I.J. Cohen en Gijs Stenger. Begin 1943 werd de groep via het Englandspiel geïnfiltreerd door Anton van der Waals. In juli 1943 werd de groep opgerold. Tijdens de verhoren in Den Haag en Kamp Haaren is een aantal personen doorgeslagen. Uiteindelijk werden na een strafproces in juni 1944 in Haaren 49 personen veroordeeld en 2 vrij gelaten.

## Ontstaan
In de zomer van ’42 werd vanuit Londen een beroep op de Belgische geheime dienst gedaan om meer militaire gegevens uit Nederland te verkrijgen. Via William Ugeux van de Belgische inlichtingendienst Zéro werd Gaston (‘Rinus’) Vandermeerssche benaderd (een student uit Gent). Vandermeersche leidde in België een inlichtingendienst, “Dienst Rinus” geheten. De Nederlandse afdeling waarvoor hij Nederlander Gijs (schuilnaam ‘Wim’) Stenger uit Brussel benaderde, kreeg een eigen naam, “Dienst Wim”. Volgens anderen zou de naam Dienst Wim betekenen ‘In dienst van Willem van Oranje’, maar Schortinghuis twijfelt hier aan en denkt ook dat de naam in verband staat met ‘Wim’ Stenger.
Dienst Wim was een netwerk en bestond uit de groepen Blaauw-Rinus (Drachten), groep Lam (Bussum), groep Overwijn (Dordrecht), groep Hagenaar (Zeeland) en groep Vermeulen (Bergen op Zoom). Groep ‘Zwaantje’ van Allard Oosterhuis (Delfzijl) was zijdelings betrokken vanwege vervoer van geheime stukken per coaster naar het neutrale Zweden.

## Verzet
Verzamelde inlichtingen gingen eerst via Bergen op Zoom, België, Frankrijk en Spanje naar Londen, maar vanaf mei 1943 via Delfzijl (groep Zwaantje) naar Zweden en dan naar Londen.
In Zeeland ging de informatie via ‘Oom Henk’ Vermeulen naar Bergen op Zoom. In juni 1943 had Piet Hagenaar een groep van 13 mensen verzameld om gegevens van Walcheren te verzamelen, waarvan 9 personen bij De Schelde werkzaam waren. Een belangrijke schakel was Cor Groendijk die in de lichtdrukkerij werkte en van kaarten en schema’s een extra exemplaar achterover wist te drukken. Deze groep Hagenaar werkte vooral in Vlissingen e.o. Onder leiding van ir. A.J.L. Juten werd alle informatie op microfilm gezet zodat het per koerier vervoerd kon worden. Het ging dan om maximaal 200 pagina’s microfilms per week.
In veel documenten wordt een aantal van 1500 verzetslieden genoemd die onder de naam Dienst Wim zouden vallen. Dit lijkt echt wel veel en Schortinghuis denkt aan een aantal van 100-200. Dit lijkt veel aannemelijker, want er zijn door de Belgische regering 141 verzetslieden gedecoreerd na de oorlog. Dit komt meer in overeenstemming met een aantal van 100-200 personen.

## Verraad
Reeds in maart 1943 wist de Duitse contraspionage bij Dienst Wim een voet tussen de deur te krijgen. Via het beruchte Englandspiel wisten ze over geheime informatie te beschikken. De Sicherheitsdienst wilde zoveel mogelijk te weten komen over Dienst Wim en zette daarvoor hun meest gewiekste V-mann in, namelijk Anton van der Waals. Hij wist op basis van geheime informatie het vertrouwen van Juten en Vermeulen te winnen. Toen de Duitsers genoeg wisten arresteerden ze in de nacht van 20 op 21 juli 1943 en de daarop volgende dag een groot aantal verzetslieden van Dienst Wim. Doordat toevallig op 21 juli in Bergen op Zoom door een koerier stukken werden afgegeven, vielen enkele leden van de Walcherense groep alsnog in handen van de SD. Diezelfde avond werden in Vlissingen door Van der Waals en zijn directe chef Joseph Schreieder, Piet Hagenaar en Cor Groendijk gearresteerd.

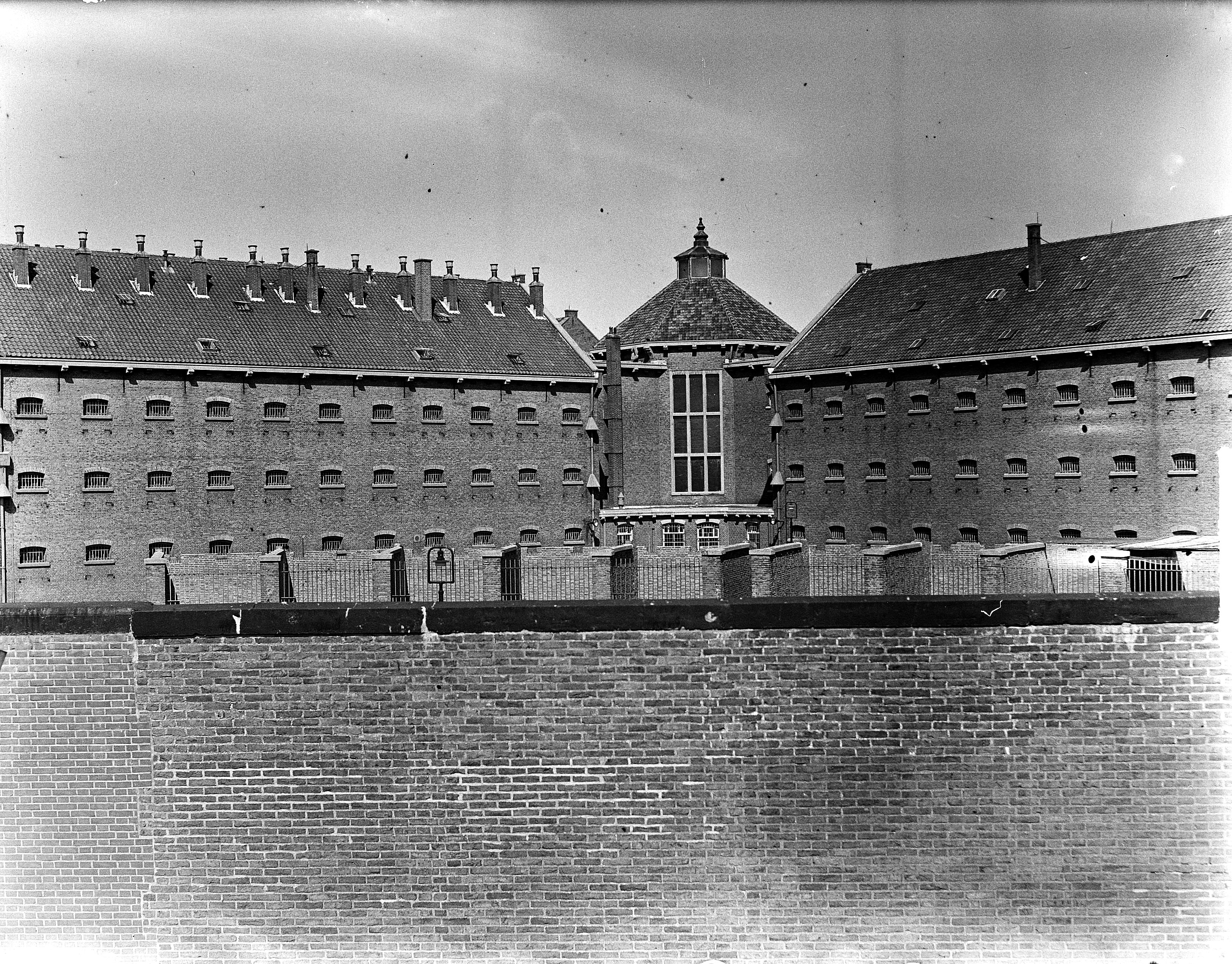
Cellenbarakken Strafgevangenis Scheveningen

De arrestanten van Dienst Wim werden naar de strafgevangenis in Scheveningen (het zgn. ‘Oranjehotel’) vervoerd voor verhoor. Voor verder verhoor werden de gevangenen vervoerd naar en opgesloten in Kamp Haaren gemeente Oisterwijk, een voormalig Groot-Seminarie van het bisdom Den Bosch dat de Duitsers op 8 september 1941 hadden gevorderd.
Het duurde tot 20 juni 1944 voor de Duitsers de zaak rond hadden en het strafproces zelf duurde van 20 t/m 23 juni 1944. Al die tijd zaten de verzetsmensen in spanning in wat ging komen.

## Proces Wim
Op 20 juni 1944 startte het ‘Proces Wim’ in Kamp Haaren en op 23 juni volgde de uitspraak. In het proces werden 51 personen van Dienst Wim voorgeleid. De uitspraak was dat er 48 ter dood veroordeeld werden, maar na pleidooi werd dat teruggebracht tot 45.
Vrijspraak is er voor 2 personen:
- Mw. Koning, Delfzijl
- Mw. Oosterhuis, Delfzijl

Vrijheidsstraf is er voor 4 personen:
- H.J. (Herman) Beerman (‘fotograaf’), Dordrecht
- D.S. (Dirk) Rustema, Middelstum
- J. (Johan) Dijkstra, Delfzijl
- A.M.P. (Adriaan) Verpalen, Bergen op Zoom

Ter dood veroordeeld zijn 45 personen:
- A.J. Bak, Hilversum
- J. (Joseph/Jos) Cohen, Brussel
- R. (Regine/Rita) Cohen-Pekel, Brussel
- J.L. (Jan) Dercks, Bergen op Zoom
- L.E. (Louis) Deschepper, Breda
- J.M.S. (Josef) Deschepper, Breda
- L.J.M. (Lou) Franszen, Dordrecht
- C. (Cornelis/Cor) Groendijk (1915-1990), Vlissingen
- J.W. (Jan) de Haan, Bussum
- P. (Pieter/Piet) Hagenaar, Vlissingen
- E.J.A. (Eduard) Hermans, Venlo
- D.J. (Dick) Hofman, Nieuwdorp
- A. Holthuis, Breda
- C.A.M. Hopstaken, Oudenbosch
- A. Huisson, Breda
- M. Huysmans, Bergen op Zoom
- A.J.M. Kamp, Breda
- H. Koning, Delfzijl
- W.C. van Krimpen, Breda
- G.M. (Gijsbertus) Lam, Bussum
- J. Lettinga, Hilversum
- P.G.M. (Piet) Matthijssen, Roosendaal
- G. (George) Monté, Bergen op Zoom
- A.L. (Allard) Oosterhuis (1902-1967), Delfzijl
- L.A. (Leonie) van Overgoor (1924-2006), Breda
- J.F. (Jac.) Overwijn, Dordrecht
- W.H.M. (Mientje) Proost (1919-2012), Bergen op Zoom
- J. (Jan) Reichart, Breda
- H. (Harm) Roossien, Groningen
- J.P. (Jan) van Rooy, Breda
- D.H. (Derk Hero) Schortinghuis (1912-1998), Den Haag
- L. (Lukas) Schreuder, Appingedam
- J.A.A. (Jac.) van der Smissen, Roosendaal
- L. (Libbe) Smit, Eindhoven
- E. Steiner, Hilversum
- G.A.F. (Gijs) (schuilnaam Wim) Stenger, Brussel
- D.A. Stienstra, Bussum
- D.J. (Dirk) van Tuyl, Vlissingen
- G. (Gaston) (schuilnaam Rinus) Vandermeerssche (1921-2010), Gent
- J.M. Varkevisser, Leiden
- P.A.L. (Paul) Vemer, Dordrecht
- J.B. (Jan) Vermeulen, Breda
- J. (Juko) Wester, Groningen
- E. (Beb) Wiersma, Dordrecht (omgekomen in Ravensbrück)
- J.S. (Dick) Winterdijk, Den Haag

Hierna was nog gratie mogelijk door generaal Christiansen als Wehrmachtsbefehlshaber. Tussen de uitspraak van de rechtbank en de beslissing van Christiansen verliepen vaak enkele weken. Juist in die periode stortte in Frankrijk na de invasie bij Normandië (D-day) de Duitse weerstand in. Duitse instellingen werden naar het oosten verplaatst en daarmee raakte de bureaucratie ontregeld. De Duitsers hadden Kamp Haaren nodig als ziekenhuis en dus moesten de gevangen worden verplaatst. 
Iansen werd niet gearresteerd en na enige tijd, toen het weer ‘veiliger’ werd, richtte hij een nieuwe inlichtingengroep op onder de naam van Geheime Dienst Nederland (GDN).

## Duitsland
Op 29 juli 1944 werden ca. 200 mannelijke gevangenen per bus van Kamp Haaren naar Anrath bij Krefeld in Duitsland afgevoerd. Rita Cohen, Mientje Proost, Leonie van Overgoor en Beb Wiersma werden 4 september vervoerd naar kamp Vught en vervolgens naar concentratiekamp Ravensbrück en tot slot concentratiekamp Dachau. Beb Wiersma overleed in Ravensbrück op 17 januari 1945.

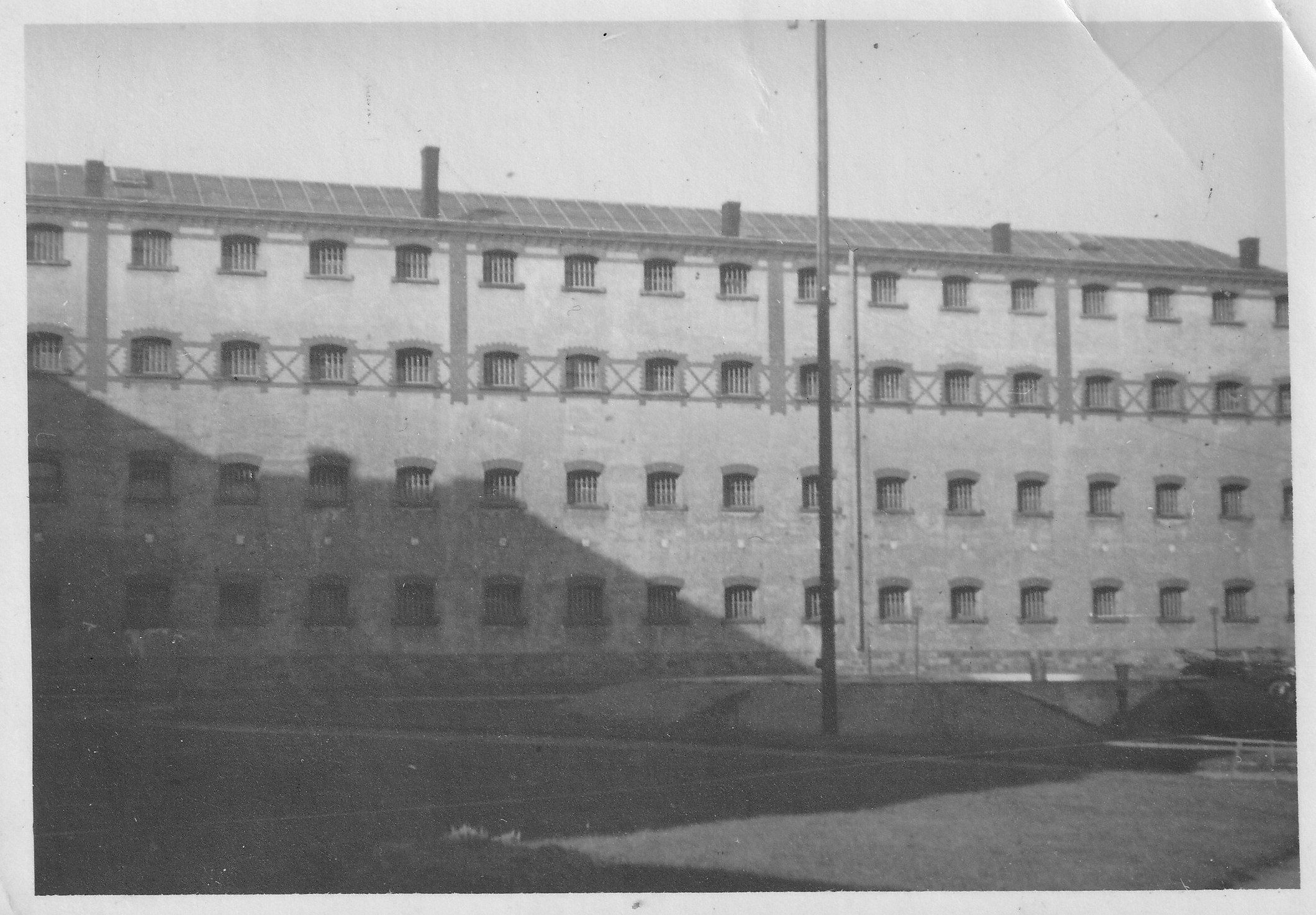
Tuchthuis Remscheid-Lüttringhausen rond 1945

Op 5 september werden de mannelijke gevangenen verplaatst naar de gevangenis van ‘Tuchthuis Lüttringhausen’. Een deel van de groep werd op 2 november naar ‘Tuchthuis Hameln’ (aan de Weser) gebracht. Met de gevangenen werd geregeld gesold. Lange marsen zonder eten en drinken en daarna weer gewoon terug naar dezelfde gevangenis.
Vanwaar deze verplaatsingen van de gevangenen over diverse gevangenissen, terwijl mannen van Dienst Wim als spionnen ‘normaal’ gefusilleerd zouden worden? Er zou een uitwisselingsplan hebben bestaan met Duitse krijgsgevangenen resp. spionnen in Engeland. De Nederlandse consul in Zweden zou een bemiddelende rol hebben gespeeld tussen Christiansen en de Nederlandse Regering in Londen. De onderhandelingen liepen vast, mede als gevolg van de voortgaande militaire successen van het invasieleger.

## Bevrijding
Op 5 april 1945 verlieten ca. 450 gevangenen van Hameln de stad in een lange stoet. De Amerikanen waren dichtbij. Van september 1944 tot juli 1945 stierven in ‘Tuchthuis Hameln’ 247 gevangenen.
Een ellendige tocht van ca. 40 km bracht hen in de nacht op 6 april in Holzen, Kamp Hecht. Maar de bevrijders gingen sneller dan de groep gevangenen.
Aangezien de ‘groep van 45 veroordeelden’ inmiddels verdeeld was over meerdere verspreide gevangenissen, vond ook de bevrijding op verschillende tijdstippen plaats. Holzen (Kamp Hecht) op 7 april 1945 door de Amerikaanse 329th Regiment, 83rd Divisie en Lüttringhausen op 15 april 1945 door de Amerikaanse 94e Infanterie Divisie.
De Amerikanen legden de leiding over Kamp Hecht in handen van de Nederlanders. Zij spraken van alle nationaliteiten het beste Engels en met hen konden ze dus het beste overleggen. Adriaan Thomson was officier en daarom stelden ze hem als commandant aan. Schortinghuis was een van de negen stafleden. Op 8 april werd door de Amerikanen gefilmd in Kamp Hecht en deze beelden tonen wellicht ook verzetslieden van Dienst Wim. Kapitein Thomson en staflid zijn in beeld van 3.27 tot 3.53 min.
Op 27 april 1945 werden de vrouwen die daartoe in staat waren, op dodenmars gestuurd van Dachau richting Innsbrück. Op 30 april 1945 werden ze bij een boerderij in Wolfratshausen door het Amerikaanse leger bevrijd.
Eerst werden de gevangenen ontluisd en behandeld tegen diverse zweren. Ze kregen nu beter voedsel om aan te sterken. Daarna moesten de bevrijdde gevangen maar zien hoe ze naar huis konden komen. Het vervoer lag vrijwel plat. Vaak ging de tocht huiswaarts per voet, maar ze waren nogal verzwakt en dan was deze tocht heel zwaar. Van de 45 ter dood veroordeelden kwamen er 40 weer thuis. Eenmaal thuis gekomen was de opluchting groot maar de verwerking moest nog beginnen.

## Proces Van der Waals

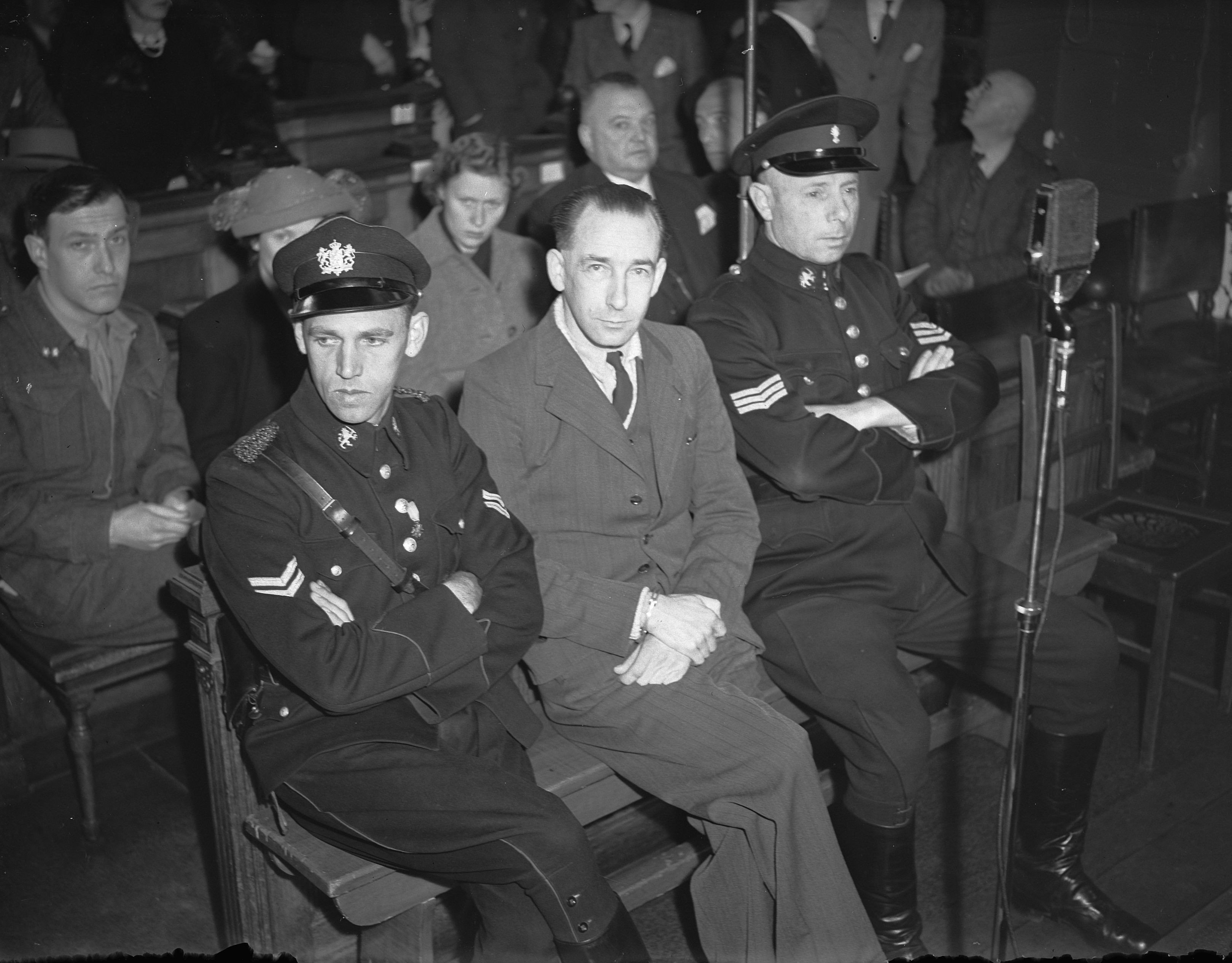
Van der Waals SD spion te Rotterdam, Bestanddeelnr 902-6860

Na de bevrijding liepen alle speurtochten naar Van der Waals in Nederland stuk. Begin 1946 werd bekend dat hij in geallieerde handen was. In juli 1946 werd hij uit een Duits interneringskamp opgehaald en naar Nederland gebracht. In de talloze verhoren die Van der Waals in de loop van 1947 werden afgenomen voerde hij steeds ene 'John Verhagen' op. Hij gaf alle beschuldigingen weliswaar toe, maar zou alles gedaan hebben in opdracht van deze Britse agent, die hem namens Londen zou hebben aangespoord voor de SD te gaan werken om inlichtingen in te winnen over de Duitsers. Van 16 t/m 23 april 1948 duurde het proces tegen Anton van der Waals. Ondanks liegen en ontkennen en verdraaiingen wordt Van der Waals zwaar gestraft. Op 7 mei 1948 veroordeelde het Bijzonder Gerechtshof in Den Haag Van der Waals ter dood. Hoger beroep en verzoeken om gratie van hemzelf en zijn familieleden mochten niet baten. In de vroege morgen van 26 januari 1950 stierf Nederlands meest gehate verrader voor het vuurpeloton op de Waalsdorpervlakte. Vlak voor zijn executie verklaarde Van der Waals nog dat Verhagen inderdaad nooit had bestaan. Een kleine genoegdoening voor de groep van 45 ter dood veroordeelden.

## Onderscheidingen

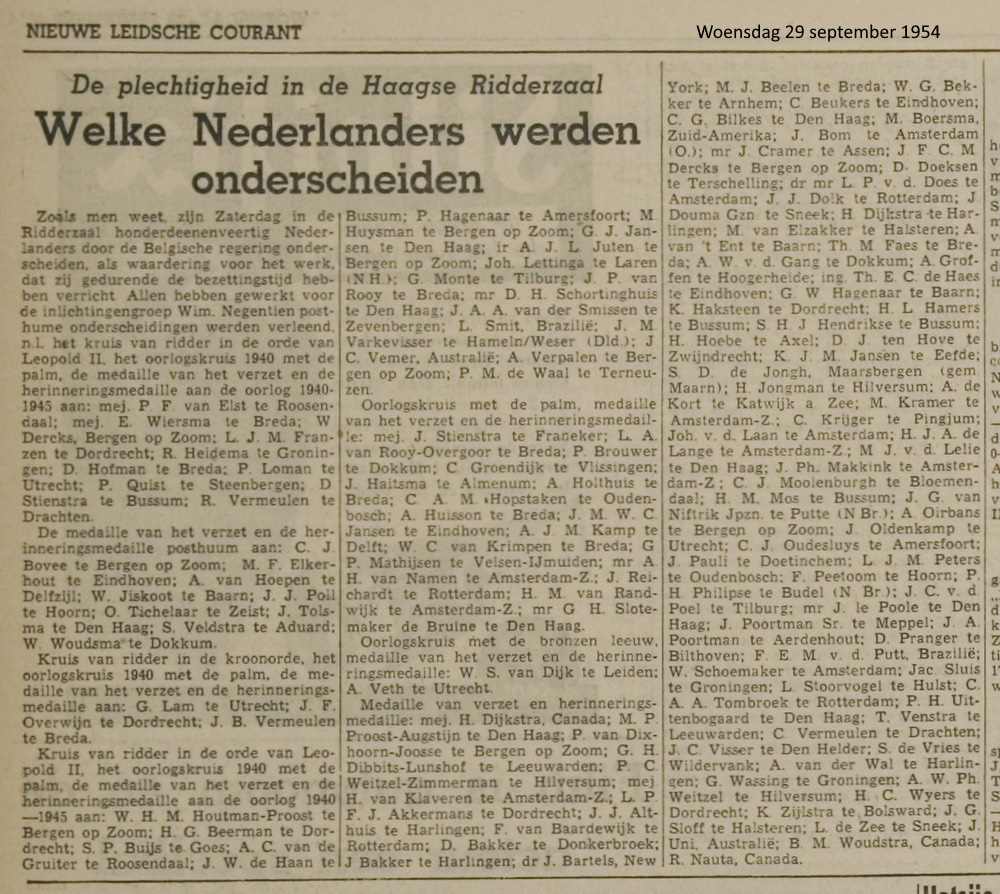
Overzicht van 141 gedecoreerde verzetsmensen van Dienst Wim

Op zaterdag 25 september 1954 werden in de Ridderzaal in Den Haag door de Belgische Regering aan 141 Nederlandse verzetsstrijders onderscheidingen uitgereikt als waardering voor het werk dat zij gedurende de bezettingstijd hadden verricht. Dit in het kader van inlichtingengroep Dienst Wim.
‘Kruis van ridder in de orde van Leopold II’, 'Het Oorlogskruis 1940' met palm, 'Medaille van het verzet 1940-1945' en de 'Herinneringsmedaille 1940-1945' werden postuum uitgereikt aan 10 personen.
‘Medaille van het verzet 1940-1945’ en de 'Herinneringsmedaille 1940-1945' werden postuum uitgereikt aan 9 personen.
‘Kruis van ridder in de kroonorde’, 'Het Oorlogskruis 1940' met palm, 'Medaille van het verzet 1940-1945' en de 'Herinneringsmedaille 1940-1945' werden uitgereikt aan 3 personen.
‘Kruis van ridder in de orde van Leopold II’, 'Het Oorlogskruis 1940' met palm, 'Medaille van het verzet 1940-1945' en de 'Herinneringsmedaille 1940-1945' werden uitgereikt aan 19 personen, waaronder D.H. Schortinghuis.
'Het Oorlogskruis 1940' met palm, 'Medaille van het verzet 1940-1945' en de 'Herinneringsmedaille 1940-1945' werden uitgereikt aan 16 personen.

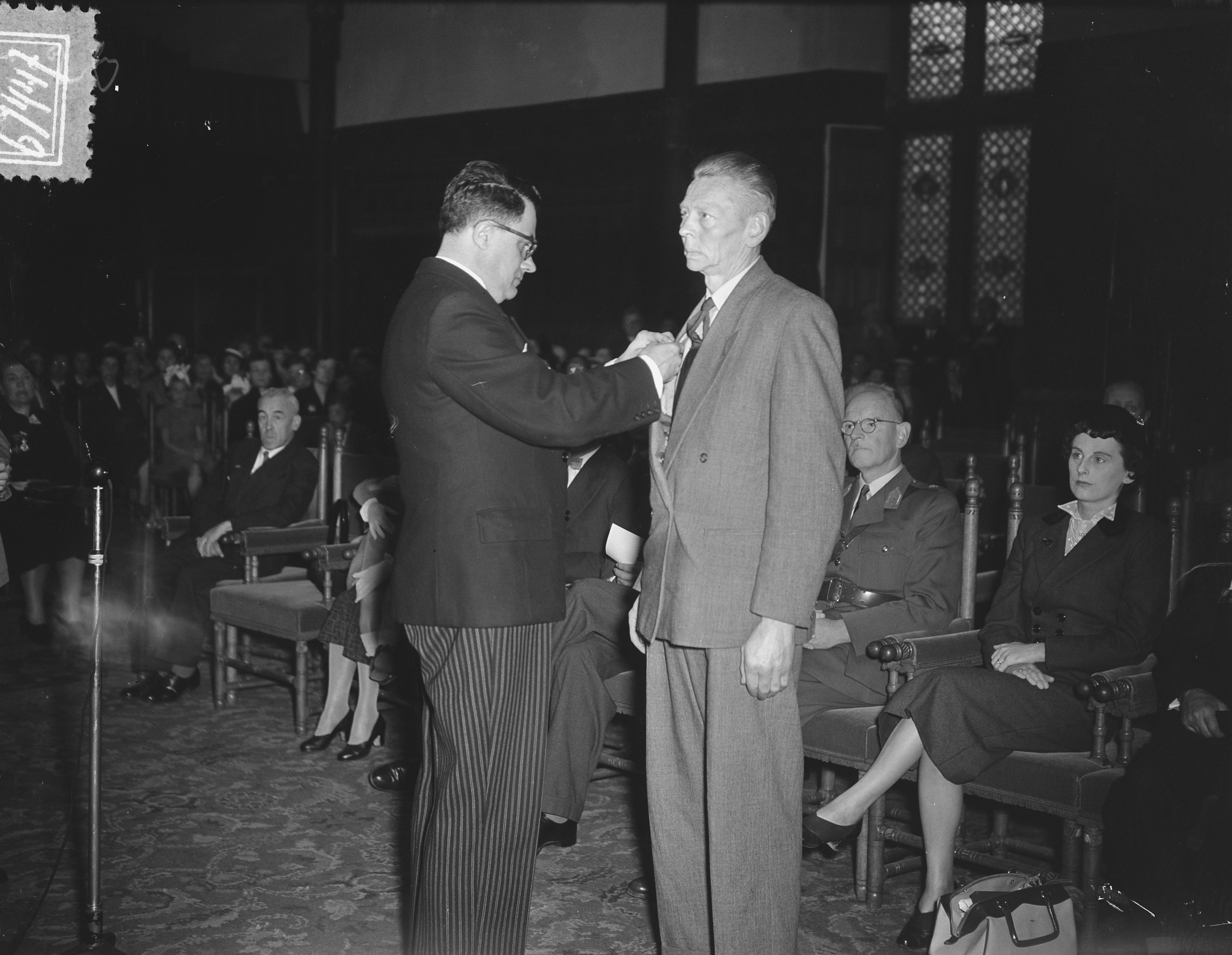
Ambassadeur E. Graaffe (Belgie) reikt 140 onderscheiding uit aan 140 Nederlander, Bestanddeelnr 906-7447

‘Het Oorlogskruis 1940’ met de bronzen leeuw, ‘Medaille van het verzet 1940-1945’ en de 'Herinneringsmedaille 1940-1945' werden uitgereikt aan 2 personen.
‘Medaille van het verzet 1940-1945’ en de 'Herinneringsmedaille 1940-1945' werden uitgereikt aan 82 personen.
De onderscheidingen waren welkom als waardering van hun inzet voor het verzet, maar ook hierna hebben velen nooit willen praten over deze heftige periode. Nachtmerries kwamen voor en behandeling was nog niet accuraat want PTSS was nog niet bekend. Er bleef bij velen een onderhuids trauma.